# Instrucción premilitar
Instrucción Premilitar, oficialmente conocida como Formación para la Soberanía Nacional, es un área de formación o disciplina académica dictada en Venezuela, a los estudiantes de 4.º y 5.º año de educación media general y 6.º año de Media Técnica, bajo la supervisión del Ministerio de Educación y el Ministerio de la Defensa
En agosto de 2017, para el inicio del periodo escolar 2017-2018, la asignatura fue modificada por la reforma del currículo nacional venezolano, transformando parte de su contenido y cambiando su nombre con la excepción de las escuelas técnicas y arquidiocesanas venezolanas, donde fue modificado meses más tarde.

## Historia

### Antecedentes
En 1811 se dio uno de los principales antecedentes de la instrucción premilitar por medio de un decreto impulsado por el militar Simón Bolívar, llamado de los Estudiantes y el Servicio Militar. En el se mencionaba que todos los estudiantes debían realizar ejercicios con armas y otros entrenamientos militares todos los domingos en los patios de los colegios debido a la guerra de independencia. En 1893 en la Gaceta Oficial del Estado Lara se mencionaba que por órdenes del presidente Joaquín Crespo se dictarían en las escuelas materias relacionadas con ejercicios militares y manejo de fusil.
En 1942 durante el gobierno de Isaías Medina Angarita se reformó la Ley del Servicio Militar Obligatorio y en esta se le daba la potestad al presidente de establecer en centros de educación públicos y privados cursos de instrucción militar a los que se le confirió un carácter obligatorio para los dos últimos años de educación secundaria.
Los encargados de elaborar el material educativo eran el Ministerio de Guerra y Marina y el Ministerio Educación Nacional. Las clases tenían una duración de dos horas semanales e incluían temas teóricos y prácticos. Sin embargo, entre 1940 y 1970 la Ley del Servicio Militar Obligatorio y la instrucción militar se pusieron poco en práctica. Para algunos autores esto se debió a que durante este periodo se llevaran a cabo diversos intentos de golpes de Estado así como el surgimiento de grupos guerrilleros lo que no hacía deseable para las autoridades de turno capacitar a la población civil con conocimientos militares.
En 1978 se promulgó la Ley de Conscripción y Alistamiento como reforma a la ley de 1942 donde se estableció a la obligatoriedad instrucción premilitar en los dos últimos años de la educación secundaria y la cual estaría a cargo del ministerio de educación y el de defensa. Comenzó a implementarse progresivamente desde 1982 por medio de programas pilotos y era impartida tanto por profesionales en el área educativa y militar. Aunque no llegó a implementarse en todos los planteles educativos y en algunos de los centros no existían disponibilidad de militares para trabajar como educadores.
Su implementación despertó críticas por la posible influencia del sector militar en el ámbito educativo y la presunta promoción de sentimientos violentos y xenófobos en los estudiantes que podrían inculcar esta asignatura. En un texto que llegó a ser prohibido por su contenido ofensivo contra migrantes de centro y Suramérica, se planteaban preguntas como ¿Cuántas de ellas sirven su carne al mejor postor para engendrar hijos que les permita legalizar su residencia en el país? o ¿Cuántos de ellos ocupan camas en nuestros hospitales en desmedro de venezolanos necesitados?.

### Evolución
En 1999, con la llegada del gobierno de Hugo Chávez, el 22 de junio de ese mismo año, se extendió el programa de Instrucción Premilitar en todo el país. Después de  que las tensiones políticas se agudizaron y de los resultados electorales favorables entre 2001 y 2004, Chávez decidió proceder a "profundizar y acelerar" su proyecto político y hegemónico, incluyendo una ofensiva ideológica sobre el ámbito educativo. En efecto, tres de los objetivos específicos de la nueva estrategia militar nacional impulsada por Chávez desde 2004, establecían:
- Educar a la población en los principios militares de disciplina, amor a la patria y obediencia.
- Profundizar la educación premilitar en los diferentes niveles de educación y misiones.
- Educar, concientizar y sensibilizar la unidad cívico-militar para la defensa de la nación.

El resultado final lo constituyó la puesta en vigencia de un nuevo diseño curricular a partir del año escolar 2015-2016 en educación media o secundaria que estableció modificaciones profundas en las asignaturas que cursarían en adelante los jóvenes. Una de las nuevas áreas de formación previstas en el nuevo currículo.

### Reforma curricular
Debido a la reforma curricular implementada por el gobierno venezolano y el exministro Elías Jaua, para el periodo escolar 2017-2018 de bachillerato, la asignatura de instrucción premilitar fue reformada por Formación para la Soberanía Nacional.
La nueva área de formación fue ubicada dentro de la secuencia del plan de estudios, dirigida a los estudiantes del cuarto y quinto año de Educación Media General y Media Técnica, en promedio con una edad de diecisiete años y dieciocho años, respectivamente. En el programa del área de marras están presentes contenidos relacionados con el Nuevo Pensamiento Militar Venezolano, la unión cívico-militar, el modelo económico socialista, las organizaciones del poder popular y su relación con la Fuerza Armada Nacional Bolivariana (FANB), orden cerrado, símbolos patrios venezolanos, entre otras premisas nacionalistas.

## Estructura

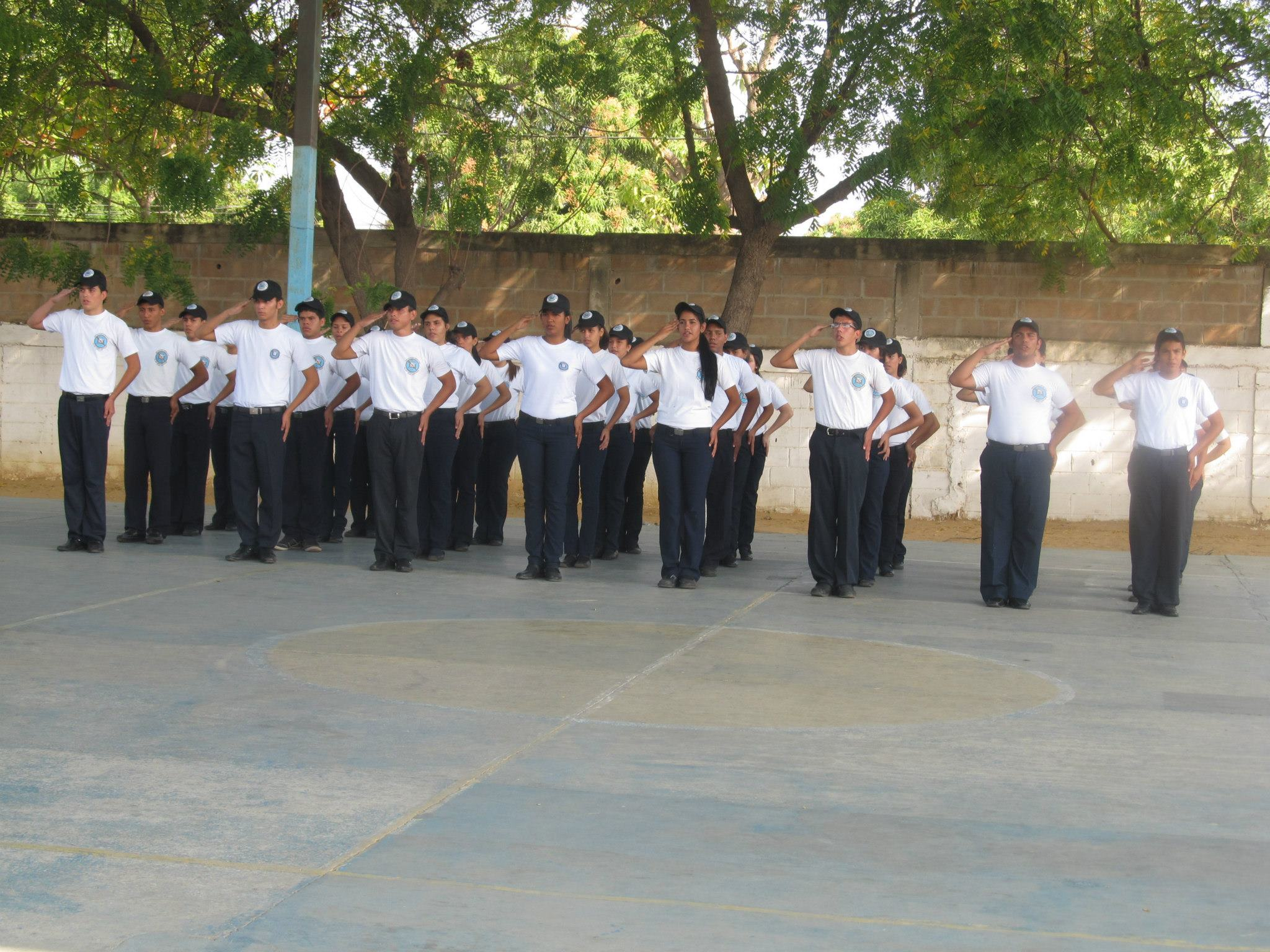
Estudiantes practicando orden cerrado (Maracaibo).

La Formación para la Soberanía Nacional, según el artículo publicado por CERPE, sobre las áreas de formación en Educación Media General, menciona que "se articula con el área de Geografía, Historia y Ciudadanía en función de garantizar una visión de conjunto de lo geopolítico, de la soberanía territorial, económica, cultural; de la biodiversidad, del espacio radioeléctrico y ultraterrestre." Aparte, de estar estructurada por temas generadores.

## Críticas
La ONG Control Ciudadano, denunció que antes de que la ley de educación militar, hubiese entrado en vigencia, ya se había publicado Plan de Educación Militar en la Gaceta Oficial N°39.641 el 24 de marzo de 2011, explicando que se incorpora a la Milicia Bolivariana para "instrumentalizar la instrucción premilitar en todo el sistema educativo nacional" y describiendo al plan como "seriamente cuestionado desde su aprobación".
El diputado Miguel Pizarro fundó el movimiento antimilitarista Ni casco ni uniforme como estudiante de bachillerato, que se oponía a la imposición del gobierno de turno de implementar instrucción premilitar en la educación media. Por su acción de protesta dentro de la institución fue expulsado del colegio franciscano donde estudiaba.
El diputado opositor por Un Nuevo Tiempo (UNT), Hiram Gaviria, ha declarado que el contenido de la resolución educativa aprobada en 2011 es completamente distinto al programa educativo anterior, lo ha definido como "dogmático" y ha considerado que "choca con los principios constitucionales que garantizan una educación libre y plural".
Según Leonardo Carvajal, profesor universitario y miembro de la ONG Asamblea de Educación, la incorporación de la Educación para la Defensa Integral de la Nación como "eje transversal de la educación" constituye "una visión militarista y fascista de la sociedad”.